# Greatest Hits: My Prerogative
Pour les articles homonymes, voir Greatest Hits.
Albums de Britney Spears
In the Zone
(2003) B in the Mix: The Remixes
(2005)
Singles
1. My Prerogative
Sortie : 21 septembre 2004
2. Do Somethin'
Sortie : 14 février 2005

Greatest Hits: My Prerogative est la première compilation de Britney Spears, parue le 1er novembre 2004. Trois singles inédits sont issus de l'album, My Prerogative, I've Just Begun (Having My Fun) et Do Somethin'. La compilation s'est écoulée à 6,5 millions d'exemplaires dans le monde.

## Genèse
Le 13 août 2004, Britney Spears a annoncé via sa maison de disques, Jive Records, la sortie de son premier best of intitulé Greatest Hits: My Prerogative. Le titre de la compilation a été choisi d'après le premier single inédit extrait de celle-ci, une reprise de Bobby Brown, My Prerogative. Cette reprise a été produite par le duo suédois Bloodshy & Avant. Un DVD du même nom a également été publié, contenant tous les clips de la chanteuse de 1998 à 2004 excepté celui de Do Somethin'. Britney Spears avait enregistré une chanson intitulée I've Just Begun (Having My Fun), à l'origine pour son quatrième album studio, In the Zone en 2003 qui a été finalement incluse en tant que piste bonus dans la version européenne du DVD In the Zone. Le 17 août 2004, la chanson est publiée sur l'iTunes Store américain et atteint la septième place du classement. Elle a ensuite été ajoutée comme "inédit" sur la compilation aux côtés de deux autres titres, My Prerogative et Do Somethin'.

## Réception

### Réception critique
Le best of Greatest Hits: My Prerogative a reçu des critiques mitigées. En effet, certains pensaient qu'il livrait un portrait exact de Britney Spears en tant que figure de la culture pop américaine, tandis que d'autres ont déclaré qu'il n'y avait pas assez de matériel pour cette compilation et sa réalisation a été jugée prématurée.

### Réception commerciale
Greatest Hits: My Prerogative fait ses débuts au sommet des charts en Irlande et au Japon et se classe dans le top 10 de quatorze pays, dont l'Australie, le Canada, la Norvège, la Suède, le Royaume-Uni et les États-Unis. En France, Greatest Hits: My Prerogative atteint la première place du Top Compilations. Finalement, la compilation s'est vendue à 8,5 millions d'exemplaires dans le monde.

## Liste des pistes

### Édition internationale
| #   | Titres                                           | Compositeurs                                                               | Producteurs                                    | Durée |
| --- | ------------------------------------------------ | -------------------------------------------------------------------------- | ---------------------------------------------- | ----- |
| 01. | My Prerogative                                   | Bobby Brown, Gene Griffin, Teddy Riley Additional Lyrics de Britney Spears | Bloodshy & Avant                               | 3:35  |
| 02. | Toxic                                            | Dennis, Karlsson, Winnberg, Jonback                                        | Bloodshy & Avant                               | 3:18  |
| 03. | I'm a Slave for You                              | Pharrell Williams, Chad Hugo                                               | The Neptunes                                   | 3:24  |
| 04. | Oops!... I Did It Again                          | Max Martin, Rami Yacoub                                                    | Max Martin                                     | 3:32  |
| 05. | Me Against the Music (feat. Madonna)             | Britney Spears, Madonna, Stewart, Nikhereanye, Magnet, Nash, O'Brien       | Christopher "Tricky" Stewart & Penelope Magnet | 3:46  |
| 06. | Stronger                                         | Max Martin, Rami Yacoub                                                    | Max Martin, Rami Yacoub                        | 3:24  |
| 07. | Everytime                                        | Britney Spears, Stamatelatos                                               | Guy Sigsworth                                  | 3:53  |
| 08. | ...Baby One More Time                            | Max Martin                                                                 | Denniz PoP, Max Martin, Rami Yacoub            | 3:31  |
| 09. | (You Drive Me) Crazy (The Stop Remix)            | Max Martin, Jörgen Elofsson, Per Magnusson, David Kreuger                  | Max Martin, Rami Yacoub                        | 3:18  |
| 10. | Boys (The Co-Ed Remix) (feat. Pharrell Williams) | Chad Hugo, Pharrell Williams                                               | The Neptunes                                   | 3:46  |
| 11. | Sometimes                                        | Jörgen Elofsson                                                            | P. MagnussonD., Kreuger                        | 4:07  |
| 12. | Overprotected (The Darkchild Remix)              | Max Martin, Rami Yacoub                                                    | Max Martin, Rami Yacoub                        | 3:19  |
| 13. | Lucky                                            | Max Martin, Rami Yacoub, Alexander Kronlund                                | Max Martin, Rami Yacoub                        | 3:27  |
| 14. | Outrageous                                       | R. Kelly                                                                   | R. Kelly                                       | 3:27  |
| 15. | Born to Make You Happy                           | Andreas Carlsson, Kristian Lundin                                          | Kristian Lundin                                | 4:03  |
| 16. | I Love Rock 'n' Roll                             | Alan Merrill, Jake Hooker                                                  | Rodney "Darkchild" Jerkins                     | 15.   |
| 17. | I'm Not a Girl, Not Yet a Woman                  | Max Martin, Dido, Rami Yacoub                                              | Max Martin, Rami Yacoub                        | 3:53  |
| 18. | I've Just Begun (Having My Fun)                  | Britney Spears, M. Bell, C. Karlsson, P. Winnberg, H. Jonback              | Bloodshy & Avant                               | 3:22  |
| 19. | Do Somethin'                                     | Christian Karlsson, Pontus Winnberg, Henrik Jonback, A. Hunte              | Bloodshy & Avant, S. Lunt                      | 3:22  |

### Pistes bonus
| #   | Titres                                                              | Compositeurs                            | Producteurs  | Pays                | Durée |
| --- | ------------------------------------------------------------------- | --------------------------------------- | ------------ | ------------------- | ----- |
| 01. | Don't Let Me Be the Last to Know                                    | Robert Lange, Keith Scott, Shania Twain | Robert Lange | Royaume-Uni, Japon  | 3:50  |
| 02. | Overprotected (incorrectement identifié Darkchild Remix Radio Edit) | Max Martin, Rami Yacoub                 | Max Martin   | Europe, Royaume-Uni | 3:18  |

### Limited Edition Remix Bonus Disc
Le Limited Edition Remix Bonus Disc est un disque supplémentaire présent sur certaines éditions de l'album Greatest Hits: My Prerogative.
- Toxic (Armand Van Helden Remix Edit) — 9:34
- Everytime (Hi-Bias Radio Remix) — 3:25
- Breathe on Me (Jacques Lu Cont Mix) — 8:08
- Outrageous (Junkie XL'S Dancehall Mix) — 2:55
- Stronger (Miguel 'Migs' Vocal Mix) — 6:31
- I'm a Slave 4 U (Thunderpuss Club Mix) — 8:45
- Chris Cox Megamix (Edit) — 4:55

## Singles
My Prerogative, chanson-titre de l'album, est publiée comme le premier single de l'album. Il se classe numéro un en Finlande, en Irlande, en Italie et en Norvège atteignant également le top 10 de quatorze autres pays. Do Somethin' est publié comme second single de l'album et reçoit un succès commercial modéré. Le clip de Do Somethin' a été coréalisé par Britney Spears, créditée sous le pseudonyme de Mona Lisa, son alter ego. La chanteuse est également la styliste et la chorégraphe du vidéoclip.
I've Just Begun (Having My Fun) a été utilisée comme single promotionnel.

## Classements et certifications
| Pays             | Provenance(s)     | Position | Certification | Ventes       |
| ---------------- | ----------------- | -------- | ------------- | ------------ |
| Afrique du Sud   | RISA              | 1        | Platine       | 20,000       |
| Allemagne        | Media Control     | 4        | Or            | 400,000+     |
| Australie        | ARIA              | 4        | 2 × Platine   | 140,000+     |
| Autriche         | IFPI              | 4        | Platine       | 55,000+      |
| Belgique         | IFPI              | 5        | Or            | 45,000       |
| Brésil           | ABPD              | —        | Or            | 30,000+      |
| Canada           | Nielsen Soundscan | 3        | Or            | 150,000+     |
| Corée du Sud     | RIAC              | 1        | 3 × Platine   | 300,000      |
| Danemark         | IFPI              | 7        | Or            | 15,000       |
| États-Unis       | RIAA              | 4        | Platine       | 1 000 000    |
| Europe           | IFPI              | 1        | Platine       | 2 million    |
| Finlande         | GLF[Quoi ?]       | 2        | Platine       | 30,000+      |
| France           | SNEP              | 1        | 2 × Or        | 300 000      |
| Hong Kong        | -                 | 1        | Platine       | 20,000       |
| Hongrie          | MAHASZ            | 1        | Platine       | 10,000       |
| Indonésie        |                   | 1        | 2 × Platine   | 50,000       |
| Irlande          | IRMA              | 1        | 6 × Platine   | 120,000      |
| Italie           | FIMI              | 7        | Platine       | 220,000      |
| Japon            | Oricon            | 1        | 3 × Platine   | 970,000+     |
| Malaisie         | RIM               | 1        | Platine       | 60,000+      |
| Mexique          | AMPROFON          | 3        | Or            | 80,000+      |
| Norvège          | VG Nett           | 4        | Or            | 15,000+      |
| Nouvelle-Zélande | RIANZ             | 17       | Or            | 7,500+       |
| Philippines      | PRIA              | 1        | Or            | 15,000       |
| Portugal         | AFP               | 1        | Platine       | 20,000       |
| Royaume-Uni      | BPI               | 2        | 2 × Platine   | 1 000 000    |
| Singapour        |                   | 1        | 2 × Platine   | 30,000       |
| Suède            | GLF               | 14       | Or            | 20,000       |
| Suisse           | Media Control     | 1        | Or            | 15,000+      |
| Taïwan           | IFPI Taiwan       | 1        | 3 × Platine   | 150,000      |
| Thaïlande        | RIAT              | 1        | 3 × Platine   | 10,000       |
| Monde            | RIAA              | 2        | 3 × Platine   | 6.5 millions |

## Sources et références
1. ↑  (en) « Britney Spears Highlights », sur Britney.com (consulté le 10 janvier 2014)
2. ↑  (en) « Gold & Platinum », sur riaa.com
3. ↑  « Les certifications », sur snepmusique.com